# Coniophanes schmidti
Coniophanes schmidti es una especie de culebra que pertenece a la familia Dipsadidae. Su área de distribución incluye México (península de Yucatán y Chiapas), el norte de Guatemala y Belice. Es una especie nocturna cuyo hábitat natural se compone de bosque húmedo y seco.